# Roman Jankowski (lekarz)
Roman Jan Jankowski (ur. 3 sierpnia 1955, zm. 19 kwietnia 2021) – polski neurochirurg, profesor, doktor habilitowany.

## Życiorys
W 1991 obronił pracę doktorską Guzy nowotworowe i nienowotworowe kręgosłupa w aspekcie neurochirurgicznym, 27 października 2003 habilitował się na podstawie rozprawy zatytułowanej Choroby kręgosłupa powodujące niestabilność w odcinkach piersiowym i lędźwiowym. Leczenie operacyjne z wykorzystaniem dojścia tylno-bocznego. 27 lutego 2017 nadano mu tytuł profesora w zakresie nauk medycznych. Został zatrudniony na stanowisku profesora i kierownika w Katedrze i Klinice Neurochirurgii i Neurotraumatologii na Wydziale Lekarskim Uniwersytetu Medycznego im. Karola Marcinkowskiego w Poznaniu.
Był profesorem nadzwyczajnym Katedry i Kliniki Neurochirurgii i Neurotraumatologii Wydziału Lekarskiego I Uniwersytetu Medycznego im. Karola Marcinkowskiego w Poznaniu.
Zmarł 19 kwietnia 2021.